# Luke Kibet (1983)
Luke Kibet (Eldoret, 12 april 1983) is een Keniaanse atleet, die gespecialiseerd is in de lange afstand. In tegenstelling tot zijn naamgenoot Luke Kibet, geboren in 1973, loopt hij regelmatig wedstrijden in Nederland. Hij nam eenmaal deel aan de Olympische Spelen, maar won hierbij geen medaille.

## Loopbaan
Kibet begon zijn sportcarrière als steeplechaseloper. Hij verhuisde naar Nederland om te kunnen trainen met Frans Denisens managementgroup. In 2003 won hij de Tilburg Ten Miles in 46.18. Op 9 mei 2004 liep hij op de 25 km van Berlijn met 1:12.52 naar een tweede plaats en een wereldrecord voor atleten jonger dan 23 jaar. Een jaar later won hij deze wedstrijd. In 2005 en 2006 won hij de marathon van Taipei. Dat jaar liep hij ook zijn persoonlijk record van 2:08.52 op de marathon van Eindhoven.
In 2007 veroverde Luke Kibet op het WK in Osaka de wereldtitel op de marathon. Deze wedstrijd, die werd gelopen onder moeilijke weersomstandigheden, finishte hij in 2:15.59 en hij had hiermee een ruime minuut voorsprong op zijn achtervolger Mubarak Shami. Eerder dat jaar won hij de marathon van Wenen in 2:10.07.
Tijdens de stammenrellen in Kenia begin 2008 werd Kibet aan zijn hoofd getroffen door een steen. Hij moest naar het ziekenhuis en kreeg daar meerdere hechtingen. Bovendien werd een van zijn mentoren, Lucas Sang, door demonstranten vermoord. Zijn wintertrainingen werden enige tijd stopgezet en daarna wilde het aanvankelijk niet echt vlotten. Hij werd slechts twaalfde bij de marathon van Londen en moest op de Olympische Spelen in Peking in augustus zelfs voortijdig uitstappen. Ten slotte schudde Kibet op 7 december 2008 bij de marathon van Singapore alle opgelopen frustraties en tegenslag van zich af door deze wedstrijd te winnen in 2:13.01, waarmee hij bijna anderhalve minuut onder het parcoursrecord bleef. En dat ondanks een onregelmatig begin van de race, veroorzaakt door een fietsende politieagent, die de lopers ernstig ophield. Gezien de warme en vochtige omstandigheden waarin de race werd verlopen, ondanks het vroege vertrektijdstip van half zes in de ochtend, toonde Kibet zich na afloop tevreden met het resultaat. "Ik ben terug. Een nieuw parcoursrecord onder deze omstandigheden? Ik ben er gelukkig mee", aldus de Keniaan.
Luke Kibet is getrouwd en heeft één kind.

## Titels
- Wereldkampioen marathon - 2007

## Persoonlijke records
Baan
| Onderdeel           | Prestatie | Datum        | Plaats  |
| ------------------- | --------- | ------------ | ------- |
| 10.000 m            | 28.24,42  | 28 juni 2008 | Nairobi |
| 2000 m steeplechase | 5.34,32   | 18 mei 2002  | Nairobi |

Weg
| Onderdeel      | Prestatie           | Datum             | Plaats              |
| -------------- | ------------------- | ----------------- | ------------------- |
| 10 km          | 27.42               | 2004              | Rennes              |
| 15 km          | 42.44               | 10 september 2006 | Rotterdam           |
| 20 km          | 58.34               | 9 maart 2003      | Alphen aan den Rijn |
| halve marathon | 1:00.43             | 10 september 2006 | Rotterdam           |
| 25 km          | 1:12.52 (WR <23 jr) | 9 mei 2004        | Berlijn             |
| 30 km          | 1:30.17             | 9 april 2006      | Rotterdam           |
| marathon       | 2:08.52             | 9 oktober 2005    | Eindhoven           |

## Prestaties

### 15 km
- 2003: 4e Montferland Run - 44.32
- 2004:  Montferland Run - 43.38
- 2003:  Posbankloop - 45.41

### 10 Eng. mijl
- 2003:  Tilburg Ten Miles - 46.18
- 2003:  Dam tot Damloop - 46.10
- 2005:  Tilburg Ten Miles - 49.52,0
- 2007:  Great South Run - 47.31
- 2008:  Great South Run - 47.01
- 2009:  Great South Run - 47.16

### 20 km
- 2003:  Twintig van Alphen - 58.34
- 2014: 9e Marseille-Cassis - 1:02.27

### halve marathon
- 2003: 4e City-Pier-City Loop - 1:01.10
- 2003: 5e halve marathon van Vitry-sur-Seine - 1:02.37
- 2003:  Bredase Singelloop - 1:02.09
- 2004:  halve marathon van Egmond - 1:04.54
- 2004: 6e halve marathon van Lissabon - 1:00.00
- 2004:  halve marathon van Johannesburg - 1:03.06
- 2005: 4e halve marathon van Egmond - 1:04.12
- 2005: 6e halve marathon van Rotterdam - 1:00.58,5
- 2006: 5e halve marathon van Rotterdam - 1:00.43
- 2007: 14e City-Pier-City Loop - 1:02.51
- 2012:  halve marathon van Gianyar - 1:05.49
- 2013: 4e halve marathon van Berkane - 1:02.10
- 2013:  halve marathon van Bali - 1:03.55
- 2014: 12e halve marathon van Berlijn - 1:02.45

### 25 km
- 2004:  25 km van Berlijn - 1:12.52
- 2005:  25 km van Berlijn - 1:13.51
- 2009:  25 km van Berlijn - 1:15.31

### marathon
- 2004:  marathon van Enschede - 2:11.13
- 2004:  marathon van Frankfurt - 2:11.18
- 2005:  marathon van Eindhoven - 2:08.52
- 2005:  marathon van Taipei - 2:11.54
- 2006: 14e marathon van Rotterdam - 2:15.25
- 2006:  marathon van Eindhoven - 2:10.06
- 2006:  marathon van Taipei - 2:11.05
- 2007:  marathon van Wenen - 2:10.07
- 2007:  WK - 2:15.59
- 2008: 11e marathon van Londen - 2:12.25
- 2008: DNF OS
- 2008:  marathon van Singapore - 2:13.01
- 2009:  marathon van Singapore - 2:11.25
- 2010: DNF marathon van Wenen
- 2010: DNF Gemenebestspelen
- 2012:  marathon van Singapore - 2:17.26
- 2012: 16e marathon van Mumbai - 2:18.36
- 2012: 17e marathon van Wenen - 2:12.31
- 2013: 6e marathon van Jakarta - 2:22.05
- 2013: 4e marathon van Singapore - 2:17.13,7
- 2013: 8e marathon van Wenen - 2:15.16
- 2014: 7e marathon van Hongkong - 2:16.42
- 2014: DNF marathon van Wenen
- 2014: DNF marathon van Berlijn
- 2014:  marathon van Zagreb - 2:14.11
- 2014: 7e marathon van Macau - 2:16.28
- 2015:  marathon van Mumbai - 2:10.57
- 2015: 6e marathon van Dongying - 2:18.09
- 2015: 5e marathon van Hefei - 2:17.02
- 2015:  marathon van Libreville - 2:20.18
- 2015: 6e marathon van Macau - 2:20.13

### veldlopen
- 2003:  Warandeloop - 29.16

1983 Robert de Castella ·
1987 Douglas Wakiihuri ·
1991 Hiromi Taniguchi ·
1993 Mark Plaatjes ·
1995 Martín Fiz ·
1997 Abel Anton ·
1999 Abel Anton ·
2001 Gezahegne Abera ·
2003 Jaouad Gharib ·
2005 Jaouad Gharib ·
2007 Luke Kibet ·
2009 Abel Kirui ·
2011 Abel Kirui ·
2013 Stephen Kiprotich ·
2015 Ghirmay Ghebreslassie ·
2017 Geoffrey Kirui ·
2019 Lelisa Desisa ·
2022 Tamirat Tola ·
2023 Victor Kiplangat